# 130'erne f.Kr.
Århundreder: 3. århundrede f.Kr. – 2. århundrede f.Kr. – 1. århundrede f.Kr.
Årtier: 180'erne f.Kr. 170'erne f.Kr. 160'erne f.Kr. 150'erne f.Kr. 140'erne f.Kr. – 130'erne f.Kr. – 120'erne f.Kr. 110'erne f.Kr. 100'erne f.Kr. 90'erne f.Kr. 80'erne f.Kr.
År: 139 f.Kr. 138 f.Kr. 137 f.Kr. 136 f.Kr. 135 f.Kr. 134 f.Kr. 133 f.Kr. 132 f.Kr. 131 f.Kr. 130 f.Kr.